# La Cène (icône)
Pour les articles homonymes, voir La Cène.
La Cène est une icône russe du XVe siècle, actuellement dans les collections du musée national de peinture de Kiev. Elle était intégrée dans les registres des fêtes religieuses de l'iconostase de la ville russe de Gorodets sur la Volga, avant d'être exposée dans ce musée de Kiev.

## Description
Le sujet de l'icône est la représentation « historique » de la Sainte Cène qui a été rapportée dans les Évangiles. Mais elle en présente également la forme « liturgique », où le Christ, représenté en prêtre, distribue le pain et le vin à ses disciples.  
Les deux édifices très stylisés situés à l'arrière-plan ont des formes caractéristiques de l'époque du XVe siècle. Un velum rouge, décoré de motifs, est suspendu entre les édifices. Il faut remarquer que la scène se passe devant les édifices, alors que dans la réalité des évangiles elle se passait à l'intérieur. Ceci provient de la technique utilisée à l'époque par les peintres russes pour éviter la difficulté de représenter la vue perspective d'un intérieur. Cette difficulté n'a été maîtrisée que plus tardivement en Russie. L'architecture étrange de ces édifices, note l'historien Konrad Onasch, trouve son origine dans les tendances de l'art grec de l'époque de la Renaissance Paléologue.  
Les disciples sont rassemblés autour de la table. Jean à gauche a posé sa tête sur le sein du Christ. Judas est penché sur la table et tend la main vers le pain. Les deux disciples ont des attitudes parallèles, mais le mouvement de leurs mains est très différent. 
L'icône, avant d'être incluse dans l'iconostase de Gorodets, se trouvait à Kargopol. Selon l'historien Konrad Onasch, la composition est encore de style direct et plat comme celle d'une affiche. Mais on découvre aussi une tendance psychologique dans l'indication des rapports entre les personnages, qui semblent reliés les uns aux autres par un réseau de fils invisibles. Selon Onasch, leur stature élancée fait penser à l'art de Dionisius, un maître qui avait beaucoup appris de l'École de Novgorod, notamment l'utilisation des effets de couleurs complémentaires. Certains historiens rattachent cette icône à l'École iconographique de Vologda,.